# اوپن‌هایزن
اوپن هویزن (به هلندی: Oppenhuizen) یک منطقهٔ مسکونی در هلند است که در سودوست-فریسلان واقع شده‌است. اوپن هویزن ۱٬۰۶۵ نفر جمعیت دارد.